# Sóng vô tuyến

Biểu đồ điện trường (E) và từ trường (H) do sóng vô tuyến phát ra từ một anten phát vô tuyến đơn cực (đường thẳng đứng nhỏ màu đen ở trung tâm). Trường E và H vuông góc với phương truyền sóng.

Sóng vô tuyến (tiếng Anh: radio wave, gọi tắt là radio) là một kiểu bức xạ điện từ với bước sóng trong phổ điện từ dài hơn vi ba. Sóng vô tuyến có tần số từ 3 kHz tới 300 GHz, tương ứng bước sóng từ 100.000 km tới 1 mm. Giống như các sóng điện từ khác, chúng truyền với vận tốc ánh sáng. Sóng vô tuyến xuất hiện tự nhiên do sét, hoặc bởi các đối tượng thiên văn. Sóng vô tuyến do con người tạo nên dùng cho radar, phát thanh, liên lạc vô tuyến di động và cố định, thông tin vệ tinh, các mạng máy tính, các hệ thống dẫn đường khác, và nhiều ứng dụng khác. Các tần số khác nhau của sóng vô tuyến có đặc tính truyền lan khác nhau trong khí quyển Trái Đất; sóng dài truyền theo đường cong của Trái Đất, sóng ngắn nhờ phản xạ từ tầng điện ly nên có thể truyền rất xa, các bước sóng ngắn hơn bị phản xạ yếu hơn và truyền trên đường nhìn thẳng.

## Khám phá và ứng dụng

Hệ số truyền khí quyển Trái Đất (hay độ chắn) với các bước sóng khác nhau trong phổ điện từ, gồm cả sóng vô tuyến.

Sóng vô tuyến lần đầu được dự báo bởi tác phẩm toán học xuất bản năm 1867 do James Clerk Maxwell viết. Maxwell nhận thấy các tính chất giống sóng của ánh sáng và tương đồng trong các quan sát về từ trường và điện trường. Sau đó ông đề xuất các phương trình mô tả sóng ánh sáng và sóng vô tuyến như sóng điện từ truyền trong không gian. Năm 1887, Heinrich Hertz đã chứng minh tính chính xác sóng điện từ của Maxwell bằng cách thử nghiệm tạo ra sóng vô tuyến trong phòng thí nghiệm của mình. Ngay sau đó rất nhiều phát minh đã được khám phá, từ đó sóng vô tuyến đã được sử dụng để truyền thông tin qua không trung.

## Truyền lan
Nghiên cứu hiện tượng điện từ như phản xạ, khúc xạ, nhiễu xạ, phân cực và hấp thụ là vấn đề quan trọng trong việc nghiên cứu cách sóng vô tuyến truyền đi trong môi trường không gian tự do và trên bề mặt Trái Đất. Tần số khác nhau sẽ chịu các ảnh hưởng khác nhau trong khí quyển.

## Vận tốc, bước sóng và tần số
Sóng vô tuyến truyền với vận tốc ánh sáng trong chân không. Nếu sóng vô tuyến đập vào vật thể dẫn điện có kích thước bất kỳ, nó sẽ đi chậm lại phụ thuộc vào độ từ thẩm và hằng số điện môi.
Bước sóng là khoảng cách từ một đỉnh sóng này tới đỉnh sóng kế tiếp, tỉ lệ nghịch với tần số. Khoảng cách sóng vô tuyến đi được trong 1 giây ở chân không là 299.792.458 mét, đây là bước sóng của tín hiệu vô tuyến 1 Hertz. Một tín hiệu vô tuyến 1 Megahertz có bước sóng là 299 mét.

## Liên lạc vô tuyến
Để thu được tín hiệu vô tuyến, ví dụ như từ các đài vô tuyến AM/FM, cần một anten vô tuyến. Tuy nhiên, anten sẽ nhận được hàng ngàn tín hiệu vô tuyến tại một thời điểm, một bộ dò sóng vô tuyến là cần thiết để điều chỉnh tới một tần số cụ thể (hay dải tần số). Điều này được thực hiện thông qua một khung cộng hưởng (đây là một mạch với tụ điện và cuộn cảm). Khung cộng hưởng được thiết kế để cộng hưởng với một tần số cụ thể (hay băng tần), do đó khuếch đại sóng sin ở tần số vô tuyến cần thu, trong khi bỏ qua các sóng sin khác. Thông thường, hoặc điện cảm hoặc tụ điện sẽ được điều chỉnh, cho phép người dùng thay đổi tần số muốn thu.

## Trong y tế
Năng lượng tần số vô tuyến (RF) đã được dùng trong điều trị y tế hơn 75 năm qua nói chung từ các ca phẫu thuật xâm lấn tối thiểu và động máu, bao gồm cả điều trị ngưng thở khi ngủ. Chụp cộng hưởng từ (MRI) dùng tần số vô tuyến để tạo ra hình ảnh về cơ thể con người.